# Виборчий округ 26
Виборчий округ 26 — виборчий округ в Дніпропетровській області. В сучасному вигляді був утворений 28 квітня 2012 постановою ЦВК №82 (до цього моменту існувала інша система виборчих округів). Окружна виборча комісія цього округу розташовується в будівлі виконавчого комітету Шевченківської районної у місті Дніпрі ради за адресою м. Дніпро, вул. Михайла Грушевського, 70.
До складу округу входять Шевченківський район та частина Центрального району (окрім кварталів прилеглих до вулиць Ульянова, Херсонської і Костомарівської та всього що на північ від них) міста Дніпро. Виборчий округ 26 межує з округом 27 на півночі і на сході, з округом 29 на півдні та з округом 25 на заході і на північному сході. Виборчий округ №26 складається з виборчих дільниць під номерами 121105-121106, 121108-121161, 121286-121291, 121293-121298 та 121310-121315.

## Народні депутати від округу
| Ім'я                            | Фото | Партія               | Скликання | Дата набуття повноважень | Дата припинення повноважень |
| ------------------------------- | ---- | -------------------- | --------- | ------------------------ | --------------------------- |
| Ступак Іван Іванович            |      | Партія регіонів      | 7-ме      | 12 грудня 2012           | 27 листопада 2014           |
| Денисенко Андрій Сергійович     |      | Блок Петра Порошенка | 8-ме      | 27 листопада 2014        | 29 серпня 2019              |
| Нестеренко Кирилл Олександрович |      | Слуга народу         | 9-те      | 29 серпня 2019           |                             |

## Результати виборів

### Парламентські

#### 2019
Кандидати-мажоритарники:
- Нестеренко Кирилл Олександрович (Слуга народу)
- Гуфман Геннадій Леонідович (Опозиційна платформа — За життя)
- Агапов Дмитро Олександрович (самовисування)
- Зеленюк Олександр Валерійович (Європейська Солідарність)
- Панащенко Юрій Володимирович (Голос)
- Пугач Андрій Миколайович (Сила і честь)
- Резворович Владислав Олегович (Батьківщина)
- Сарвіра Андрій Ігорович (Демократична Сокира)
- Кургузов Юліан Вікторович (самовисування)
- В'язовий Вячеслав Вікторович (самовисування)
- Водолазький Олександр Миколайович (самовисування)
- Харченко Петро Петрович (самовисування)
- Єрмолаєв Сергій Олександрович (самовисування)
- Климова Олександра Владиславівна (самовисування)
- Проскуріна Олена Володимирівна (самовисування)
- Макаренко Ігор Володимирович (самовисування)
- Явтушенко Євген Олегович (самовисування)
- Курасова Альона Сергіївна (самовисування)
- Вовк Артур Анатолійович (самовисування)
- Хоміч Любов Дмитріївна (самовисування)
- Кривда Максим Михайлович (самовисування)
- Кісельов Павло Вікторович (самовисування)
- Чередніченко Олег Євгенійович (самовисування)
- Ліберман Шмуель Олександрович (самовисування)
- Танцюра Віталій Євгенович (самовисування)
- Назарюк Ірина Олександрівна (самовисування)
- Кендиш Олександр Віталійович (самовисування)
- Чернявський Кирило Михайлович (самовисування)
- Чмих Олександр Олександрович (самовисування)
- Корінний Олександр Дмитрович (самовисування)
- Ліберман Оксана Олександрівна (самовисування)
- Одолад Костянтин Олександрович (самовисування)

#### 2014
Кандидати-мажоритарники:
- Денисенко Андрій Сергійович (Блок Петра Порошенка)
- Власова Наталія Федорівна (Опозиційний блок)
- Лінчевський Ігор Вячеславович (Народний фронт)
- Чеберда Олексій Григорович (Батьківщина)
- Василенко Сергій Анатолійович (Сильна Україна)
- Григорук Олег Романович (самовисування)
- Лаппо Ігор Миколайович (Радикальна партія)
- Ульянова Таміла Володимирівна (Воля)
- Афанасьєв Олександр Анатолійович (Громадська сила)
- Редька Олександр Олегович (Демократичний альянс)
- Литвиненко Сергій Михайлович (Справедливість)
- Кучерук Сергій Миколайович (Національна демократична партія України)

#### 2012
Кандидати-мажоритарники:
- Ступак Іван Іванович (Партія регіонів)
- Макаров Сергій Євгенович (УДАР)
- Серженко Віктор Миколайович (Комуністична партія України)
- Дорохін Віталій Ігорович (Україна майбутнього)
- Губаренко Володимир Анатолійович (Україна — Вперед!)

## Явка
Явка виборців на окрузі: